# Miguel Piñero
Miguel Piñero (Gurabo, Puerto Rico, 19 de diciembre de 1946-16 de junio de 1988) fue un poeta y actor puertorriqueño, cofundador del Nuyorican Poets Café.

## Primeros años
Nacido el 19 de diciembre de 1946 en Gurabo, localidad del centroeste de Puerto Rico, a la edad de cuatro años, se mudó con sus padres y hermanos al Lower East Side de la ciudad de Nueva York. Su padre abandonó a la familia en 1954, por lo que adoptaron el apellido materno Piñero, dadas las condiciones familiares su trasladaron a un sótano y vivieron de la asistencia social del estado. A la temprana edad de 11 años fue convicto por robo. Fue enviado al Centro de Detención de Menores Juvenile Detention Center en el Bronx. Piñero se unió a una pandilla llamada "Los Dragones" (The dragons) cuando tenía 13 años. A partir de entonces empieza su carrera delictiva y su paso por la cárcel que hizo de él un adicto a las drogas. En 1972 fue detenido y encarcelado en la cárcel de Sing Sing por un robo a mano armada. En su estancia en la cárcel escribió la obra de teatro Short Eyes que está basada en sus experiencias en la cárcel.

## Short Eyes
Mientras cumplía condena en prisión, escribió la obra Short Eyes, como parte del taller de dramaturgia para reclusos. La obra es un drama basado en sus experiencias en la prisión y retrata la vida, el amor y la muerte entre los reclusos. En 1974, la obra se presentó en la iglesia Riverside de Manhattan. El empresario teatral Joseph Papp vio la obra y quedó tan impresionado que traslada la producción a Broadway. La obra fue nominada para seis Premios Tony. Ganó el New York Drama Critics Circle Award y un Premio Obie. La obra fue también un éxito en Europa. Piñero catapultó a la fama literaria. Short Eyes fue publicado en forma de libro por la casa editorial Hill & Wang.
En 1977, Short Eyes se convirtió en una película dirigida por Robert M. Young. En la película Piñero desempeñó el papel de "Go-Go", un prisionero. Piñero fue considerado un escritor de talento que describe los males de la sociedad, a pesar de que sigue siendo un adicto a las drogas. Piñero escribió el episodio para televisión de Miami Vice "Smuggler's Blues" en 1984 y el guion de Short Eyes (la película).

## Nuyorican Poets Café
Una vez fuera de la cárcel, Piñero continuó escribiendo e interpretó algunos pequeños papeles en el cine. En la década de 1970, Miguel Piñero, Miguel Algarín y un grupo de artistas fundaron el Nuyorican Poets Café. Este fue un lugar para presentar poesía y teatro de la experiencia de ser un puertorriqueño en Nueva York. Como resultado de esta experiencia fue publicada en 1975 la antología "Nuyorican Poetry: An anthology of words and feelings" de la cual fuera coeditor y que contribuyera a dar a conocer a los poetas pertenecientes a este movimiento.

## Muerte
Murió el 19 de junio de 1988, a los 41 años de edad, a causa de cirrosis avanzada luego varios días en el hospital. Poco después de su muerte sus cenizas fueron esparcidas por las calles de Loisaida (nombre con que identifican los emigrantes hispanos al Lower East Side) 

## Libros publicados
- "Short eyes". 1974.
- "Nuyorican Poetry: An Anthology of Puerto Rican Words and Feelings". 1975. Editorial Morrow
- "La bodega Sold Dreams". 1985.
- "The sun always shine for the cool". 1984. Contiene: "Midnight moon at the greasy spoon" y "Eulogy for small time thief"
- "Outrageous One Act Plays". 1986
- "Outlaw: The Collected Works of Miguel Piñero". 2010. Editorial Arte Público.